# PowerJet
PowerJet е смесена компания със седалище в Париж за производство на самолетни двигатели.
Единственият продукт на компанията е двигателят „SaM146“ за свръхзвукови самолети тип „Сухой Суперджет 100“.

Компанията е учредена между френската компания „Snecma“ (Париж) и руската компания „НПО Сатурн“ (Рибинск, Ярославска област). Руският дял е 49,84% от капитала на компанията, но руската страна получава 17% от печалбата. При това руското участие е на загуба – почти 15 млрд. рубли през 2012 г.